# Косанов Даурен Жуматайович
Даурен Жуматаєвич Косанов (каз. Дәурен Жұматайұлы Қосанов; нар. 14 жовтня 1969, Новотроїцьке, Павлодарська область, Казахська РСР) — казахстанський військовий діяч, генерал-лейтенант авіації, міністр оборони Республіки Казахстан (з 8 червня 2025 року). Заступник міністра оборони — головнокомандувач Сил повітряної оборони Республіки Казахстан (2024—2025).

## Біографія
Народився 14 жовтня 1969 року в селі Новотроїцьке Краснокутського району Павлодарської області.
У 1990 році закінчив Армавірське вище військове авіаційне училище льотчиків.
Починав службу в Ушаральському винищувальному полку.
Командував ескадрильєю «Су-27» у Талдикоргані, служив начальником штабу в Карагандинській і командиром у Шимкентській авіабазах. Освоїв кілька типів літаків: винищувач-бомбардувальник «Су-27», фронтовий винищувач «МіГ-29», перехоплювач «МіГ-31».
2005 року закінчив Військово-повітряну академію імені Ю. О. Гагаріна.
У 2013 році закінчив Військову академію Генерального штабу Збройних сил Російської Федерації.
5 липня 2013 року розпорядженням Президента Республіки Казахстан призначений командувачем Військово-повітряних сил Сил повітряної оборони Збройних сил.
У 2015 році присвоєно військове звання генерал-майора авіації.
21 вересня 2019 року звільнений з посади командувача Військово-повітряних сил Сил повітряної оборони Збройних сил Республіки Казахстан. У жовтні 2019 року призначений головою Військового інституту Сил повітряної оборони (місто Актобе). У жовтні 2022 року призначений першим заступником начальника головного штабу Сил повітряної оборони Збройних сил Республіки Казахстан, з грудня того ж року — головнокомандувач Силами повітряної оборони.
У 2024 році присвоєно військове звання генерал-лейтенанта авіації.
30 вересня 2024 року призначений заступником міністра оборони — головнокомандувачем Сил повітряної оборони Збройних сил Республіки Казахстан.
8 червня 2025 року призначений міністром оборони Республіки Казахстан.

## Нагороди
- Орден Звитяги ІІ ступеня
- Орден Слави І ступеня (2024)
- Медаль «За військову доблесть»
- Ювілейна медаль «20 років незалежності Республіки Казахстан»
- Ювілейна медаль «10 років Збройних сил Республіки Казахстан»
- Ювілейна медаль «20 років Збройних сил Республіки Казахстан»
- Медалі «За бездоганну службу» 1, 2 та 3 ступенів
- «Військовий льотчик-снайпер»
- Ювілейна медаль «20 років ВМС ЗС РК»
- Ювілейна медаль «20 років Збройних сил Республіки Таджикистан»